# Jean-Pierre Esteva
Jean-Pierre Esteva (Reims, 14 september 1880 – aldaar, 11 januari 1951) was een Franse militair, admiraal en politicus.
Esteva ging in 1898 studeren aan de École navale en studeerde daar in 1900 af. Esteva diende tijdens de Eerste Wereldoorlog in de Middellandse Zee waar hij betrokken was bij de Slag om Gallipoli waarvoor hij onderscheiden werd. Later werd hij bevorderd tot capitaine de vaisseau. 
In 1929 werd hij bevorderd tot contre-amiral en in 1935 tot vice-amiral. In 1936 vertrok hij naar het Verre Oosten waar hij diverse marine-eenheden aanvoerde. Hij bracht regelmatig bezoeken aan de Britse vlootbases in Hongkong en Singapore om het gevaar van Japan te bespreken. In 1939 kreeg hij het commando over de Franse zeestrijdkrachten in het zuiden. Na de Val van Frankrijk en de Wapenstilstand van Compiegne koos Esteva net als admiraal François Darlan de kant van Vichy-Frankrijk.
Op 26 juli 1940 volgde hij Marcel Peyrouton, die minister in de Vichy-regering werd, op als minister-resident van Tunesië. Hij was nog steeds in functie toen Operatie Toorts in november 1942 van start ging. Zo begon een reeks van vertragingen die eindigde met een volledige samenwerking met de Duitsers en Italianen. Op 9 november 1942 protesteerde Esteva tegen de komst van de Luftwaffe op het vliegveld van Tunis. Maar doordat hij trouw was aan Philippe Pétain en door instructies van Pierre Laval veranderde Esteva van standpunt. Hij stelde de Duitse piloten de Franse bases op Tunesisch grondgebied ter beschikking evenals brandstofvoorraden.
In mei 1943, toen de nederlaag in Noord-Afrika zich aftekende, besloten de Duitsers dat Esteva gerepatrieerd naar Frankrijk moest worden. Op 7 mei zat hij samen met de consul-generaal van het Derde Rijk in het vliegtuig naar Parijs, waar hij in het Ritz door de Duitsers onder huisarrest werd geplaatst. Hij werd op 18 mei vrijgelaten en aan Vichy-Frankrijk uitgeleverd. De Conseil de Guerre voorgezeten door Henri Giraud veroordeelde Esteva op 15 mei bij verstek ter dood.  
Op 27 september 1944 werd Esteva in Parijs door de Franse politie gearresteerd en opgesloten in de gevangenis van Clairvaux. Op 15 maart 1945 werd hij vanwege landverraad tot levenslang en degradatie veroordeeld. Op 11 augustus 1950 werd hem gratie verleend. Esteva overleed vijf maanden later op 70-jarige leeftijd.

## Militaire loopbaan
- Aspirant: 5 oktober 1901[1][2]
- Enseigne de vaisseau: 5 oktober 1903[1][2]
- Lieutenant de vaisseau: 12 augustus 1910[1][2]
- Capitaine de corvette: 9 juli 1918[1][2]
- Capitaine de frégate: 11 september 1919[1][2]
- Capitaine de vaisseau: 28 december 1924[1]
- Contre-amiral: 6 augustus 1929[1]
- Vice-amiral: februari 1935[1]
- Amiral: september 1937[1]

## Onderscheidingen
- Legioen van Eer
  - Grootkruis op 3 juli 1940[3]
  - Grootofficier op 2 juli 1936[3]
  - Commandeur op 31 december 1930[4]
  - Officier op 3 februari 1920[4]
  - Ridder op 11 juli 191[4]